# Theages griseatum
Theages griseatum är en fjärilsart som beskrevs av Rothschild 1912. Theages griseatum ingår i släktet Theages och familjen björnspinnare. Inga underarter finns listade i Catalogue of Life.